# Everberg
Everberg är en ort i Belgien.   Den ligger i provinsen Flamländska Brabant och regionen Flandern, i den centrala delen av landet, 16 km öster om huvudstaden Bryssel. Everberg ligger 55 meter över havet och antalet invånare är 3 882.
Terrängen runt Everberg är platt, och sluttar norrut. Runt Everberg är det tätbefolkat, med 709 invånare per kvadratkilometer.. Närmaste större samhälle är Bryssel, 15,8 km väster om Everberg. 
Trakten runt Everberg består till största delen av jordbruksmark.